# Surwile
Surwile [pronunciación en polaco: /surˈvilɛ/] (en alemán: Serwillen) es un pueblo ubicado en el distrito administrativo de Gmina Węgorzewo, dentro del condado de Węgorzewo, Voivodato de Varmia y Masuria, en el norte de Polonia, cerca de la frontera con el Óblast de Kaliningrado de Rusia. Se encuentra a unos 14 kilómetros al suroeste de Węgorzewo y a 82 kilómetros al noreste de la capital regional Olsztyn.